# Коломбо, Юрген
Юрген Коломбо (нем. Jürgen Colombo, 2 сентября 1949 Зелёна-Гура, Польша) — немецкий профессиональный трековый велогонщик, специализировавшийся на командной гонке преследования. Олимпийский чемпион 1972 года в Мюнхене. Бронзовый призёр Чемпионата мира 1972 года в командной гонке преследования на треке. Четырёхкратный чемпион ФРГ среди любителей.
В настоящее время Коломбо живёт в Графенау и владеет велосипедным магазином.

## Достижения
Олимпийские игры
- Мюнхен 1972
  -  — Командная гонка преследования

Чемпионат мира
- Варесе 1971
  -  Бронза в командной гонке преследования

Чемпионат ФРГ
- - Чемпион ФРГ на треке в гонке преследования среди любителей — 1970, 1977, 1978
  - Чемпион ФРГ на треке в гонке преследования — 1969 (c Зигфридом Мюллером)